# Teatro Alessandro Guardassoni
Il teatro Alessandro Guardassoni è un teatro situato a Bologna.
Alessandro Guardassoni, a cui il teatro è stato dedicato, risulta essere nell'Ottocento bolognese un artista di indubbio interesse.

## Storia
Questo bel teatrino è posto al primo piano dello storico palazzo Montalto (oggi sede del Collegio S. Luigi), così denominato in onore di papa Sisto V (nato Felice di Peretto da Montalto), che lo fondò alla fine del XVI secolo destinandolo a collegio universitario per i giovani marchigiani e tale rimase fino alla Rivoluzione francese. A seguito delle soppressioni napoleoniche, il palazzo passò a proprietà privata. Solo nel 1873 diventò la sede dell'attuale collegio, precedentemente sito in Via de' Chiari e noto come collegio dei Nobili, diretto dai padri Barnabiti dal 1773, anno in cui questi religiosi subentrarono al soppresso ordine dei Gesuiti.
È assai probabile che la sala attualmente adibita a teatro, fosse nella residenza privata soltanto un elegante salone per balli e ricevimenti, in cui la balconata serviva ad ospitare l'orchestra. Occorre comunque rammentare che il Ricci fa menzione ad un "teatrino alzato nel Collegio Montalto", ove nel carnevale del 1709 si recitava un'opera, senza altro precisare. La necessità di disporre di un adeguato spazio per esercitare quella che può essere definita la "ginnastica dello spirito" spinse i padri Barnabiti ad affidare all'architetto Francesco Gualandi il progetto di un vero e proprio teatro, da adattarsi nel salone dei ricevimenti della nuova sede. L'opera fu portata a termine il 15 febbraio 1879.

## Descrizione
Il Teatro presenta una pianta rettangolare con una balconata a fascia continua, sorretta da mensole con voluta, che corre sui tre lati. Sul lato corto, di fronte al palcoscenico, essa assume il carattere di una loggia (in cui è racchiusa la galleria ora non più agibile) caratterizzata da sottili colonnine che sorreggono cinque arcate a tutto sesto. Il piccolo palcoscenico, dotato dei graticci originali, è sufficiente alle necessità del collegio, che utilizza questo spazio per attività di supporto alla didattica, conferenze, saggi, laboratorio teatrale e saltuariamente per spettacoli a scopo benefico. La decorazione di gusto eclettico costituita da elementi in stucco e decorazioni pittoriche è assai ricca ed elegante, in particolare sul soffitto, ove spiccano tre medaglioni ovali con mazzi di fiori e al centro l'allegoria della Fama opera del Guardassoni, autore dalle parti pittoriche insieme a Guglielmo Minelli. Autore anche del sipario istoriato (in precario stato conservativo), in cui si raffigura l'incontro di Dante Alighieri con Virgilio, e delle due figure di giovanetti ai lati dello stemma del Collegio (posto al centro della fascia sovrastante il palcoscenico). Infine, il pavimento alla veneziana è opera di Costantino Diana e le porte dipinte a noce sono di Antonio Sacchetti.